# Château du Bilstein-Urbeis
Ne doit pas être confondu avec Château de Bilstein.
Le château du Bilstein, aussi appelé Bilstein-Urbeis ou Bilstein Lorrain, est un château fort alsacien construit probablement au début du XIIIe siècle sur une des colline du bassin houiller de la vallée de Villé qui entoure le village Urbeis.
Le château connut de multiples rôles ; étant aussi bien un lieu de résidence qu'une forteresse chargée de la défense de l'axe Alsace-Lorraine ainsi que de la protection des mines alentours. Il servit également de prison puis de carrière lors de la Révolution française.
L'ouvrage s'intègre dans le tournant du système de construction féodal et est classé aux Monuments historiques en 1898 puis en 1930.
Il ne doit pas être confondu avec le château de Bilstein-Aubure près de Riquewihr, aussi appelé le Bilstein Alsacien.

## Étymologie
Le nom actuel du château est à consonance germanophone, comme de nombreux châteaux de la Vallée de Villé. Traduit littéralement depuis l'allemand cela ne donne rien, il est donc probable que l'appellation vienne d'un patronyme. En effet, « Bilstein » est le nom d'une famille de comtes et de barons, respectivement issus des noblesses franque et westphalienne.
Il est également possible, selon Emile Wagner, que le nom fasse référence à des légendes « d'images miraculeuses de la Vierge trouvées en ces endroits ». Il faudrait alors parler de « Bildstein », soit « la pierre de l'image ». Une autre hypothèse consiste à imaginer la transformation de « Bühlstein » - « Bühl » signifiant « colline » - en « Bilstein » au fil du temps.

## Localisation
Le château se situe sur un promontoire rocheux large d'une vingtaine de mètres, à une altitude comprise entre 600 et 630 m. Il est séparé du massif par un ravin dont l'origine n'est pas certaine. Il se peut que ce soit les occupants qui ont créé ce ravin afin de se protéger d'éventuellement ennemis.
L'ouvrage est situé au nord de la commune d'Urbeis et à 19 km de Sélestat à vol d'oiseau. Il contrôle la route passant par le col d'Urbeis en direction de Saint-Dié-des-Vosges, une importante voie de communication entre l'Alsace et la Lorraine déjà utilisée durant l'Antiquité.

### Accès au château
L'accès se fait depuis une route qui passe face au mur nord du château. Un chemin mène du coin nord-ouest au coin sud-est, en longeant le promontoire rocheux, suivit d'une passerelle en bois. Ensuite, un escalier permet d'accéder au logis seigneurial fait d'au moins deux niveaux, dont la distinction est encore visible sur le mur. Une nouvelle porte haute, de forme ogivale, permet d'accéder au donjon carré, en passant à côté de la citerne de filtration.

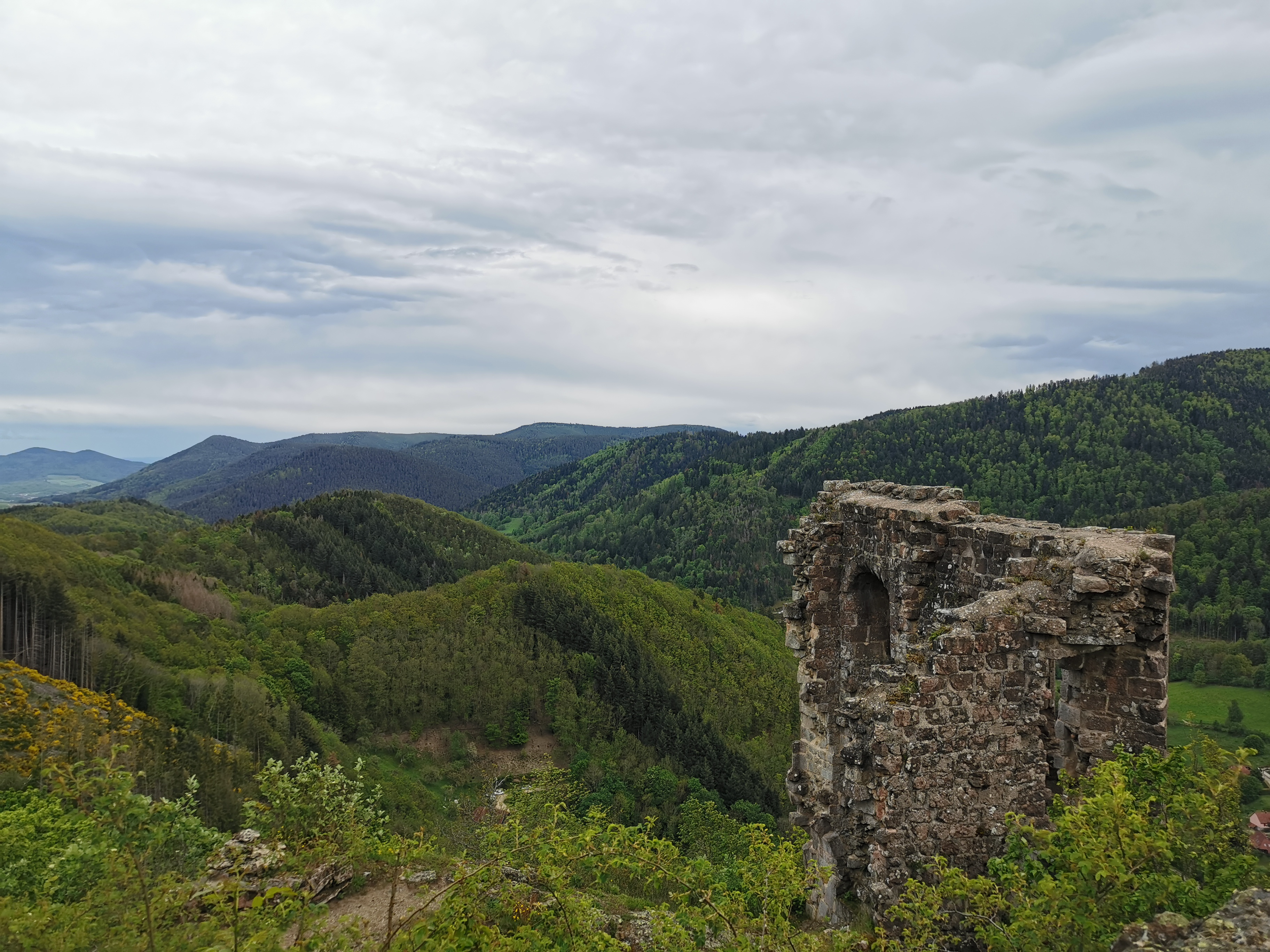
Vue du château et de la vallée depuis la tour maitresse.

## Historique

### Première mention historique
De nombreux doutes subsistent quant à la date de construction du château : certaines sources lui attribuent l'année 1105, sous l'égide de la famille des Weiler. Il est aussi question d'une construction par les comtes de Hurningen, avoués de l'abbaye de Honcourt, à la fin du XIIe siècle. Une autre origine atteste qu'il est édifié par le fils de Ferry Ier alors duc de Lorraine, mais une charte assurant que l'ouvrage est cédé à ces derniers en 1206 rend impossible la construction par cette famille.
Selon l'abbé Théodore Nartz (1838-1890), auteur d'un ouvrage de référence sur le Val de Villé, ce château était « sans doute la propriété des Ortenberg-Hurmingen ». Il précise plus loin qu'il s'agit d'un ouvrage « bâti au XIe siècle » sans donner davantage de détails.
Il est cependant certain qu'il a été construit avant 1230, car le château est mentionné dans une fausse charte rédigée entre 1205 et 1232 et qui donne la possession du château au duc Frédéric le Borgne.

### XIIIesiècle
Selon Emile Wagner, « le Bilstein lorrain appartenait primitivement aux comtes de Dabo ». Cependant, lorsque la dernière héritière de la famille Dabo, Gertrude - devenue comtesse en 1212 à la mort de son père Hermann IV - se marie en 1215 avec Thiébaud Ier de Lorraine, le château passe sous la domination du duché en tant que dot.
C'est à cette période que selon la légende, fut enfermé dans les geôles du château une certaine Adélaïde, la fille et maitresse de Matthieu de Lorraine alors évêque de Toul et grand-prévôt du chapitre de Saint-Dié. La jeune femme est probablement incarcérée en 1217, à la mort de son père qui a été assassiné en avril de cette même année par son neveu Thiébaud Ier de Lorraine, propriétaire du château du Bilstein. En réalité, il s'avère que ce château n'ait rien à voir dans cette histoire et qu'il s'agirait en réalité du château du Bernstein, situé à une dizaine de kilomètre vers la plaine d'Alsace et qui surplombe Dambach-la-Ville.
Au début du XIIIe siècle, le château est transmis par héritage au comtes de Hohenberg, puis Rodolphe de Habsbourg, roi des Romains, l'acquiert par mariage entre 1250 et 1254.
Entre 1256 et 1273, certaines sources mentionnent un certain chevalier Burkart de Bilstein comme propriétaire, mais son exactitude est ignorée.
En 1292, le château est attaqué et pris par Otto IV d'Ochsenstein, allié du comte Adolphe de Nassau et ennemi des Habsbourg dont descend un certain Albert. Ce dernier voit ses possessions locales confisquées au profit d'Albert II de Hohenbourg, qui récupère par la même occasion le château de l'Ortenbourg.
Le Bilstein repasse sous l'autorité des Habsbourg après la signature d'un acte le 23 mai 1993 qui l'attribue à Albert II, comte de Hohenberg. Cela est permis par l'union de sa sœur Gertrude et de Rodolphe de Habsbourg, devenu roi des Romains en 1273.

### XIVesiècle
En 1310, le château est divisé en deux parties, alors que le fief appartient aux Habsbourg, à l'évêque de Strasbourg et au margrave de Bade.
À cette date, le bas-château (logis seigneurial ou Nierderhaus) est aux mains d'Heinrich Wassler d'Echery (ou d'Eckerich), avant d'être possédé par les Amoltern.
En 1314 (ou 1315), les Habsbourg vendent leur part du château à l'évêque de Strasbourg, qui le cède plusieurs fois en fief ou en gage. La même année, l'ouvrage est enregistré comme un bien des ducs d'Autriches par Henri de Mullenheim, un banquier strasbourgeois.
En 1329, le château est récupéré par la famille Hattstatt lors d'un mariage. Ces derniers le conservent jusqu'en 1585.
Malgré les fouilles effectuées, aucune trace d'un deuxième ouvrage n'est apparu à proximité, impliquant donc que les familles se partagent le même ouvrage, malgré la complexité de la tâche de par la surface réduite du château.
C'est au cours du XIVe siècle que les Wurtemberg renforcent la double enceinte.

### XVesiècle
En 1459, le château est confié comme récompense aux Marx d'Eckwersheim par les Habsbourg mais dès 1463, le haut-château (tour maitresse ou Oberhaus) est aux mains des Rathsamhausen de la Roche.

#### Le premier siège des troupes de Strasbourg en 1477
Lors de la bataille de Nancy le 5 janvier 1477 où Charles le Téméraire est tué et son armée écrasée, Hans Marx (ou Jean Marx d'Eckwersheim), propriétaire du Bilstein, vassal du margrave de Bade et allié du duc René II de Lorraine, fait prisonnier le comte Engelbert II de Nassau après avoir poursuivi les fuyards en déroute. Ce dernier est alors l'un des plus influents chefs militaires des Bourguignons, ayant reçu le titre de Chevalier de la Toison d'Or en 1473. Hans Marx quitte alors la ville de Strasbourg avec son prisonnier afin de profiter seule de l'importante rançon, fixée à 50 000 florins.

Hans von Ramberg, un cavalier à la solde de la ville de Strasbourg, raconte la capture du comte :
« Dans le village, il aperçut Hans Marx et Hans Lembel, ses camarades de combat, en train de prendre un homme d'importance. Il se dit : « A deux, ils n'ont pas besoin de mon aide » et s'empara d'un autre fuyard mais des fantassins le privèrent du gain qu'il aurait pu tirer de sa prise, en égorgeant le malheureux captif sous les yeux de son vainqueur. Aussi Ramberg se retourna-t-il vers Marx et Lembel, dans l'espoir de s'associer à la capture qu'ils faisaient et d'avoir part à la rançon qu'elle leur rapporterait. Trop tard ! Lembel et Max s'étaient déjà rendus maîtres de leur adversaire et Lemble, aux questions de Ramberg, répondit : « C'est Nassau que nous avons pris ; n'en parle à personne ! » Naturellement, Ramberg, déçu, n'eut rien de plus pressé à faire que de transgresser cette consigne : il alla trouver Hans von Kageneck, l'un des capitaines, qui lui promit aussitôt de communiquer la nouvelle au Magistrat de Strasbourg ».
Cette capture ne semble cependant pas être une tâche difficile si l'on en croit le reste du témoignage :
« Aux côtés de Marx, il [Hans Lembel de Horcken] galopait dans Bouxières quand il vit tout près un cavalier qui présentait tous les signes de la richesse : sa monture était un grand étalon, caparaçonné de drap d'or ; il portait une cotte d'armes également dorée. Le malheureux devait être démoralisé par la défaite de son camp car, sans opposer de résistance, il jeta son épée : « Je suis le sire de Nassau, s'écria-t-il, je me rends, faites que je ne tombe pas entre les mains de la piétaille ». Au chevalier Hans Marx - peut être parce qu'il était des deux vainqueurs le plus titré -, le prisonnier promit solennellement de ne pas chercher à s'enfuir. A Lembel, il se contenta de remettre son fourreau. Sur ces entrefaites, survint un autre Alsacien, Adam Zorn, que Marx connaissait bien et dot il ne repoussa pas les services. Le petit groupe de quatre cavaliers se dirigea vers un bois proche de Bouxières. Nassau retira sa cotte d'arme et le haut de sa cuirasse ; il mit une longue robe à l'allemande ainsi qu'un chapeau de fer ; il troqua sa splendide monture contre une médiocre rosse. Maquillé de la sorte, le prisonnier fut emmené vers l'arrière, loin des piétons qui massacraient n'importe qui, sans se soucier des rançons ! ».
Désormais prisonnier, le comte de Nassau est enfermé au Bilstein dès le 5 ou le 6 janvier. Peu après, le 8 janvier, la ville de Strasbourg qui a appris la présence du prisonnier au Bilstein, impose au châtelain la garde de ce dernier : 
« Nous avons appris que vous avez pris part, en tant que bourgeois de notre cité, à la récente campagne de Lorraine et qu'avec le concours de notre soudoyer Ramberg, et en présence de Lembel, vous avez fait prisonnier le comte de Nassau et que vous l'avez emmené secrètement … ; sous peine de violer votre serment de bourgeoisie, vous ne devez relâcher ce captif sans que nous vous en ayons donné l'autorisation ».
Malgré les consignes de la ville et l'envoi d'émissaires strasbourgeois, Zorn et Marx rentrent en contact avec Hans de Landsberg et Claus Zorn afin de trouver un accord à propos de la rançon.
Début mars, le prisonnier se trouve toujours au château et Marx refuse de verser une partie de la rançon, comme le serment l'impose normalement, ainsi que de livrer le comte à la ville. L'évêque et le Magistrat décident alors de récupérer leur dû par la force.
Le 11 mars 1477, les troupes se dirigent vers le château. 150 miliciens strasbourgeois dirigés par Leonard Ammeister et issus de professions diverses encerclent le château, rejoins le 12 mars par trente à quarante cavaliers sous les ordres de Conrad Riff et Jean de Kageneck.
Le 13 mars, des premiers pourparlers ont lieu entre défenseurs et assaillants mais n'aboutissent à rien. Les troupes strasbourgeoises se lancent à l'attaque du château avec l'appui de deux grosses pièces d'artillerie venues de Strasbourg, surnommées le Narr (le « fou ») et le Struss (« l'autruche »). Pour acheminer le second canon, dix-huit chevaux sont nécessaires. Sur place, des travaux sont nécessaires afin d'installer les pièces d'artillerie sous la fortification, dirigés par le maître de l'artillerie et effectués par les fantassins. Le 16 mars, vingt boulets de pierres sont apportés pour le Struss par trois chariots, ainsi qu'un tonneau de poudre.
En face, les défenseurs qui sont au nombre de vingt, disposent d'au moins une serpentine, d'un mortier et d'une dizaine de couleuvrines. Zorn et Marx font également aménager le château afin d'en améliorer la défense. Des terrasses sont construites sur la face nord, seul côté accessible par des assaillants, afin d'y installer l'artillerie. Il est cependant clair que les défenseurs ont sous-estimé la puissance de feu des assaillants, ainsi que les moyens mis en place pour récupérer le comte.

Le 18 mars, les canons de Strasbourg sont installés. Du 19 au 21 mars 1477, les troupes ont ordre de tirer sans interruption. Dans la nuit du 20 au 21 mars, Adam Zorn déclare que la situation est intenable et reçoit l'autorisation de s'entretenir avec les assiégeants alors qu'Hans Marx est blessé et que la forteresse tend à se disloquer. Désespéré, Zorn déclare que :
« Tout ce que votre sagesse vous inspirera, mettez le noir sur le blanc, j'y souscrirais. […] Laissez-nous quitter tous ensemble le château, avec nos affaires personnelles ; nous vous laisserons nos armes, si vous le voulez. [...] Quant au prisonnier, on peut craindre pour sa vie, tant la canonnade est redoutable ».
Le discours semble avoir fait son effet auprès des trois capitaines de Strasbourg et dès le lendemain, le 22 mars, l'accord a été conclu. Si le château est considérablement endommagé et la possession en est donnée par les Strasbourgeois aux Montjoie, les survivants dont Zorn et Marx échappent à une condamnation en échange de leur accord lors du traité du 28 mars garantissant la renonciation à la vengeance. Malgré la demande du Magistrat d'emprisonner les geôliers, la liberté leur est rendue afin de conclure au plus vite cet évènement qui s'avère fort couteux. Ainsi, seulement la poudre, les boulets, les canons, le salaire des artilleurs, des valets et des rouliers, le déplacement des convois représentait déjà une dépense de près de 300 florins et l'addition ne s'arrête pas à cela.
Le 23 mars 1477, le comte de Nassau est enfermé à Strasbourg dans la  « Pfennigthurm » (tour aux deniers), située entre la place des Cordeliers (actuelle place Kléber) et la rue de la Haute Montée. Le prisonnier est constamment surveillé par deux gardes. La rançon est finalement fixée par l'évêque de Strasbourg, le Magistrat de la ville et le Duc de Lorraine (qui prend part à cet arrangement car la capture a eu lieu sur son territoire) à hauteur de 52 000 florins, devant être versés en quatre mensualités : 10 000 florins fin mai, 16 000 le 13 juin, 13 000 le 15 juillet et le solde le 14 septembre. Mais les échéances ne furent pas exactement respectées. La ville de Strasbourg récupère néanmoins 35 000 florins de cette affaire, à la suite d'un arrangement avec les deux autres partis. Une fois la rançon payée et après six semaines d'enfermement, Engelbert II de Nassau fut libéré.

Une autre version du siège de 1477, plus étonnante, est donnée par Emile Wagner :
« Ils [les Strasbourgeois] pénétrèrent par surprise dans le château du Bilstein, au moment où le chevalier et son captif dînaient en tête-à-tête. Quand Pierre Schott, qui commandait l’expédition, parut dans la grande salle, l’amphitryon ahuri s’écria : « Je crois que le diable vous a fait entrer ici, seigneur Ammeister ! » - Je pense, moi, que c’est plutôt le bon Dieu », répliqua Schott. Là-dessus, tout le monde se prit à rire [et] on ajouta quelques couverts ».
Dans cette histoire également, le compte de Nassau retourne à Strasbourg et est enfermé dans la « Pfennigthurm » durant six semaines, à la suite desquelles il paya sa rançon de 50 000 florins.

#### Le second siège des troupes de Strasbourg en 1479

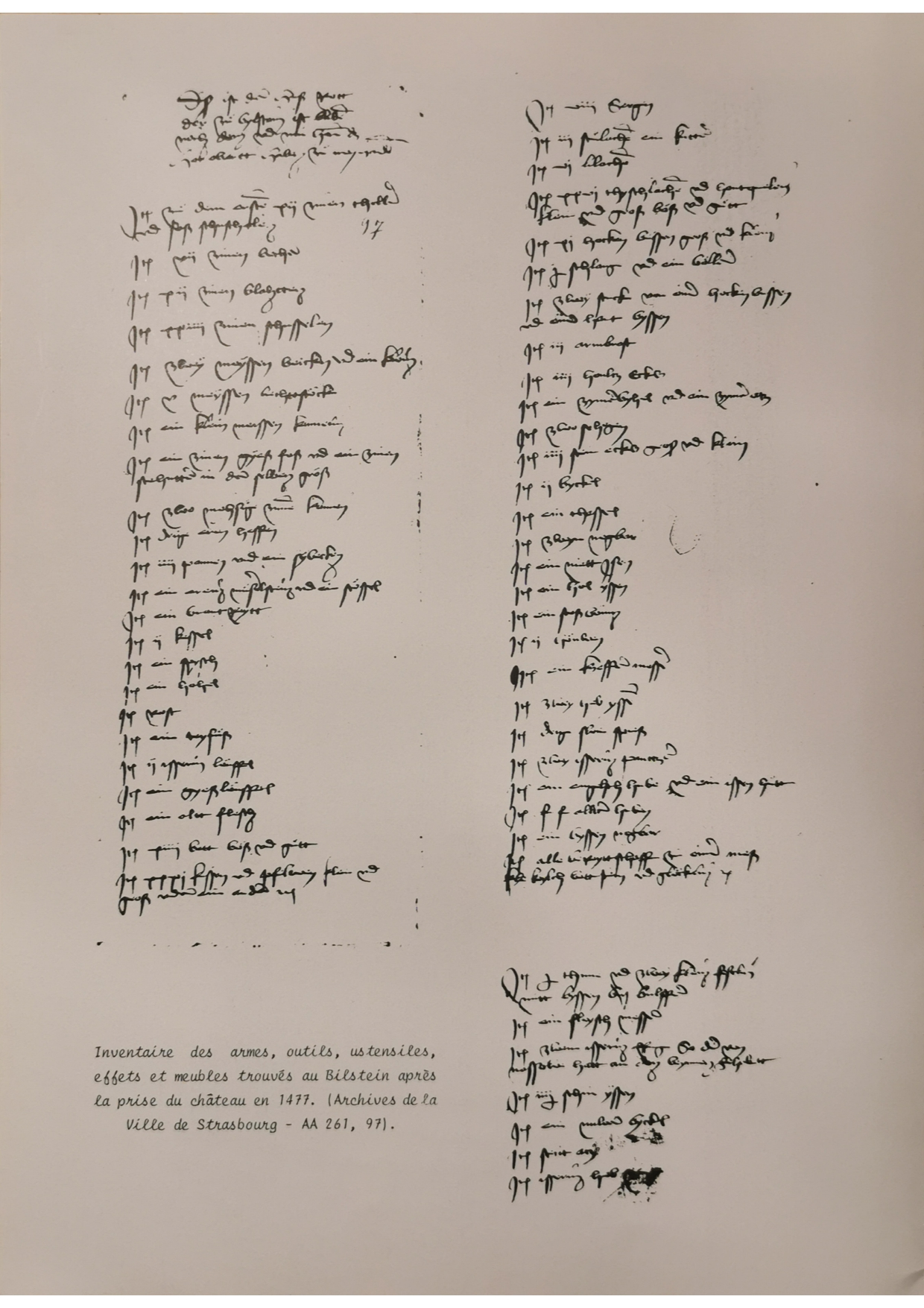
Inventaire des armes, outils, ustensiles, effets et meubles trouvés au Bilstein après la prise du château en 1477.

En 1478, la propriété du château est remise en cause par les Oberkirch d’Obernai qui possèdent un lettre d'investiture rédigée la même année. Pourtant, il est toujours la propriété des Marx d'Eckwersheim.
L'année suivante, en novembre 1479, un nouveau conflit éclate entre la ville de Strasbourg et les seigneurs locaux. Cette opposition prend racine en octobre 1479, lorsque deux gentilshommes, Guillaume Bretschdoerffer et Georges Mulinger sont accueils au Bilstein par Hans Marx. Les deux invités enlèvent un individu, inconnu dans les sources, sur une route d'empire et l'emmènent au château, probablement en échange d'une rançon.
Le sire de Ribeaupierre convoque alors à Colmar l'assemblée de l'alliance pour la paix publique et cette dernière fait le choix de mener une nouvelle attaque sur le château afin d'en libérer le prisonnier et punir ses geôliers.
Mais à cause d'une erreur de date du scribe dans les convocations des contingents de certains villes, seuls les Strasbourgeois se présentent devant le château le jour de la Toussaint. L'assaut est donc repoussé au 3 novembre, lors de l'arrivée des troupes du sire de Ribeaupierre. Mis au courant de l'attaque, Hans Marx, les deux gentilshommes et le prisonnier quittent le château dans la nuit du 2 au 3 novembre afin d'éviter de revivre la situation de 1477. Mais durant leur fuite, le prisonnier réussit à s'échapper.
Le siège ne fut donc pas nécessaire et une assemblée tenue à Colmar le 15 novembre, puis une autre à Sélestat le 30 novembre, conclurent à accorder l'indulgence aux seigneurs qui peuvent garder le château à condition de respecter l'« Urfehde » : une renonciation à se venger.

#### Mort d'Hans Marx

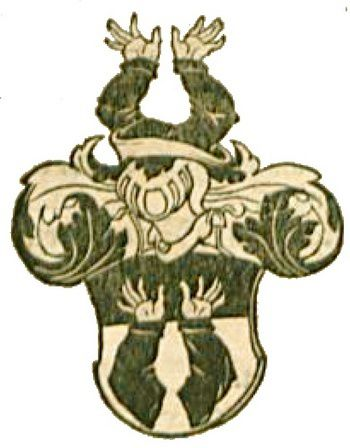
Blason d'Hans Marx.

L'année suivante, Hans Marx est en conflit avec le bailli Anton de Wilsperg, avoyer de Saverne et allié au prince-évêque de Strasbourg Guillaume III de Hohnstein. L'histoire semble remonter un différend ancien qui se serait renforcé après la menace du fonctionnaire seigneurial « de faire de lui un Marx plus en harmonie avec ses armes ». Il s'agit alors d'un affront sérieux car les armoiries des Marx portaient « coupé de sable et d'argent à deux bras de l'un en l'autre posées en pals ». Cette menace est mise à exécution en 1480 selon Daniel Specklin, alors que Hans avait quitté le Bilstein avec un seul valet pour se rendre au bain à Dambach-la-Ville. A la sortie de ce dernier, Anton de Wilsperg lui tomba dessus et lui coupa les deux avant-bras.

Les sources divergent alors, soit le châtelain mourut rapidement d'une hémorragie ou bien il survécu encore quelques années. La finalité est cependant similaire : à l'approche de son dernier souffle, Hans Marx maudit son ancien ami en faisant appel au jugement divin et lui donna « rendez-vous dans la vallée de Josaphat ». Il s'agit à cette époque d'une expression populaire faisant référence au Jugement dernier. Selon Daniel Specklin, les propos d'Hans Marx furent : 
« Anton de Wilsperg, toi qui m’a tant nui, et qui, par la force, m’a aussi tranché les mains. Toi qui ne m’a pas rendu raison, je te convoque dans la vallée de Josaphatt pour le jugement de notre juge à tous, et je prie le Seigneur de te pardonner ! ».
Quelques jours plus tard, Hans-Konrad Bock, un bourgeois de Strasbourg, rencontre Anton de Wilsperg « dans les salles de la Haute-Montée ». Il s'agit probablement du bâtiment qui servait de curie pour des familles nobles de Strasbourg jusqu'à sa destruction en 1332, notamment les Zorn. Actuellement, cela correspond à la parfumerie située 1, place de l'Homme de Fer. Le noble aurait alors rapporté à l'avoyer les propos d'Hans Marx, à la suite de quoi « Wilsperg devint livide et, sans proférer une parole, s'affaissa aussitôt ; quand on courut pour le relever, il avait rendu l'âme ! ».

### Dernières mentions entre la fin du XVesiècle et le XVIIIesiècle

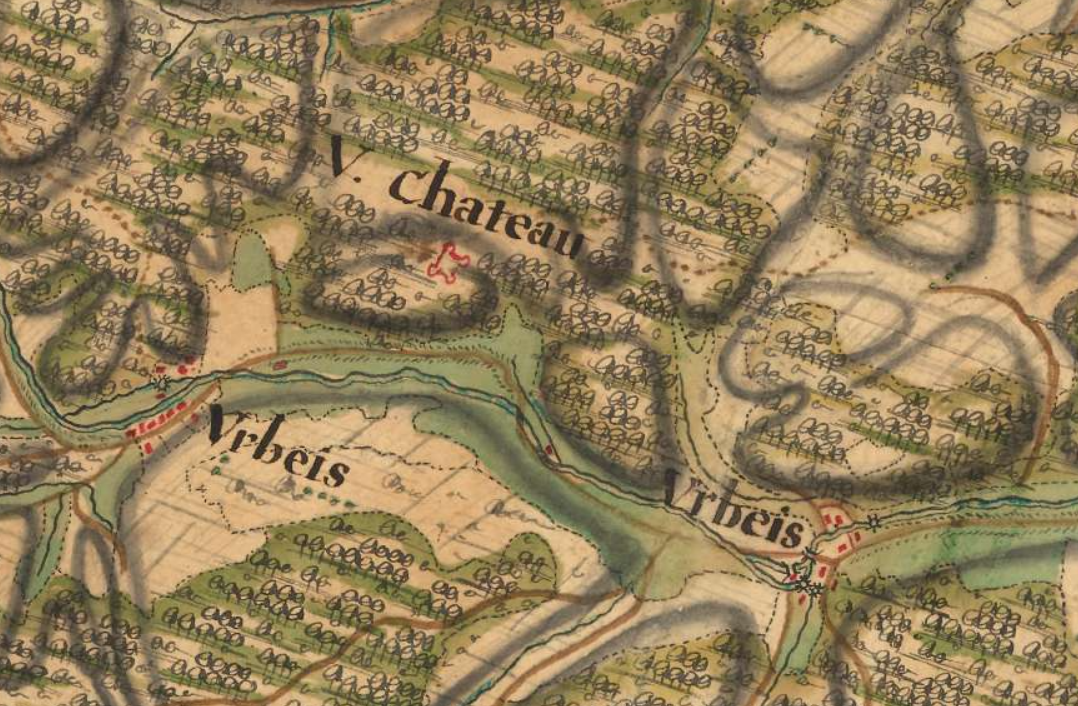
Mention du château sur une carte de 1731.

En 1480, le château est encore habité. Une source indique que la partie haute est occupée par Philippe et Jean d'Oberkirch.

Armes des Montjoie.

En 1492, l'exploitation des mines d'argent débute, mais cela ne semble pas durer car le château est déjà en ruine en 1543, considéré comme maudit par certains à la suite des propos de Hans Marx. À partir de ce moment, « on ne le mentionne plus dans les actes ».
En 1585, les Montjoie (Frohberg) récupèrent la partie basse du château, jusqu'à la guerre de Trente Ans (1618-1648). Il est mentionné que durant cette période, l'ouvrage est dévasté par les troupes suédoises, signe d'une reconstruction au moins partielle du château.
La carte à gauche prouve que le château est encore connu et répertorié comme tel lors d'une cartographie de la région vers 1730, même si aucune information n'est donnée sur son état à ce moment.
Durant la Révolution française, le Bilstein est vendu comme bien national et sa valeur chute, au point qu'il servira de carrière.

### XIXesiècle
En 1815, le château est en ruine et est vendu par la famille de Choiseul-Meuse. En 1885 il appartient à un dénommé Humbert, habitant Lalaye. Ce dernier vend finalement le château l'année suivante.
En 1898, l'édifice fait l'objet d'un classement au titre des monuments historiques , sous le statut de ruines.

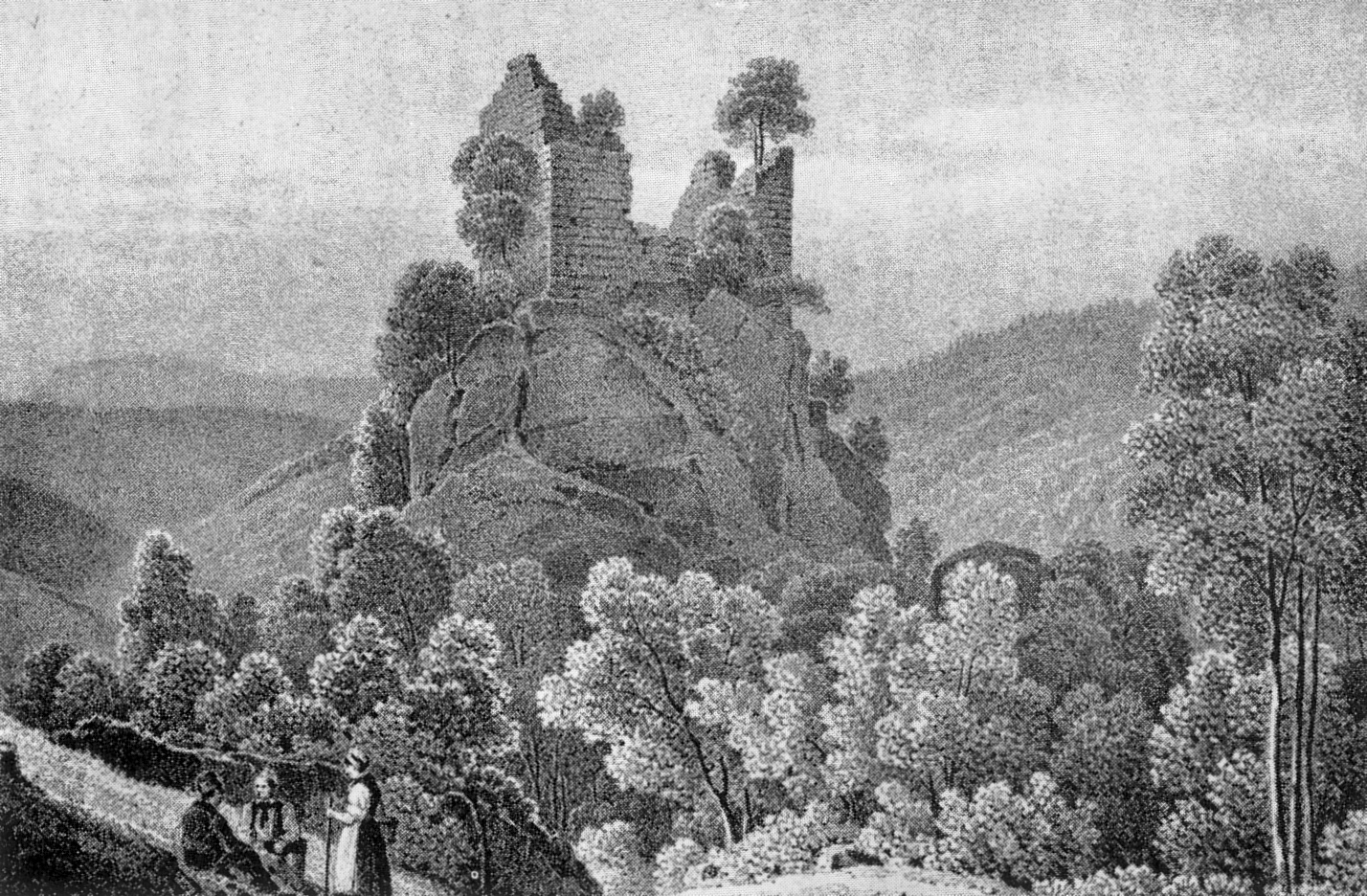
Représentation des ruines du château du Bilstein, par Jacques Rothmuller (1804-1862).

## Architecture

### Construction

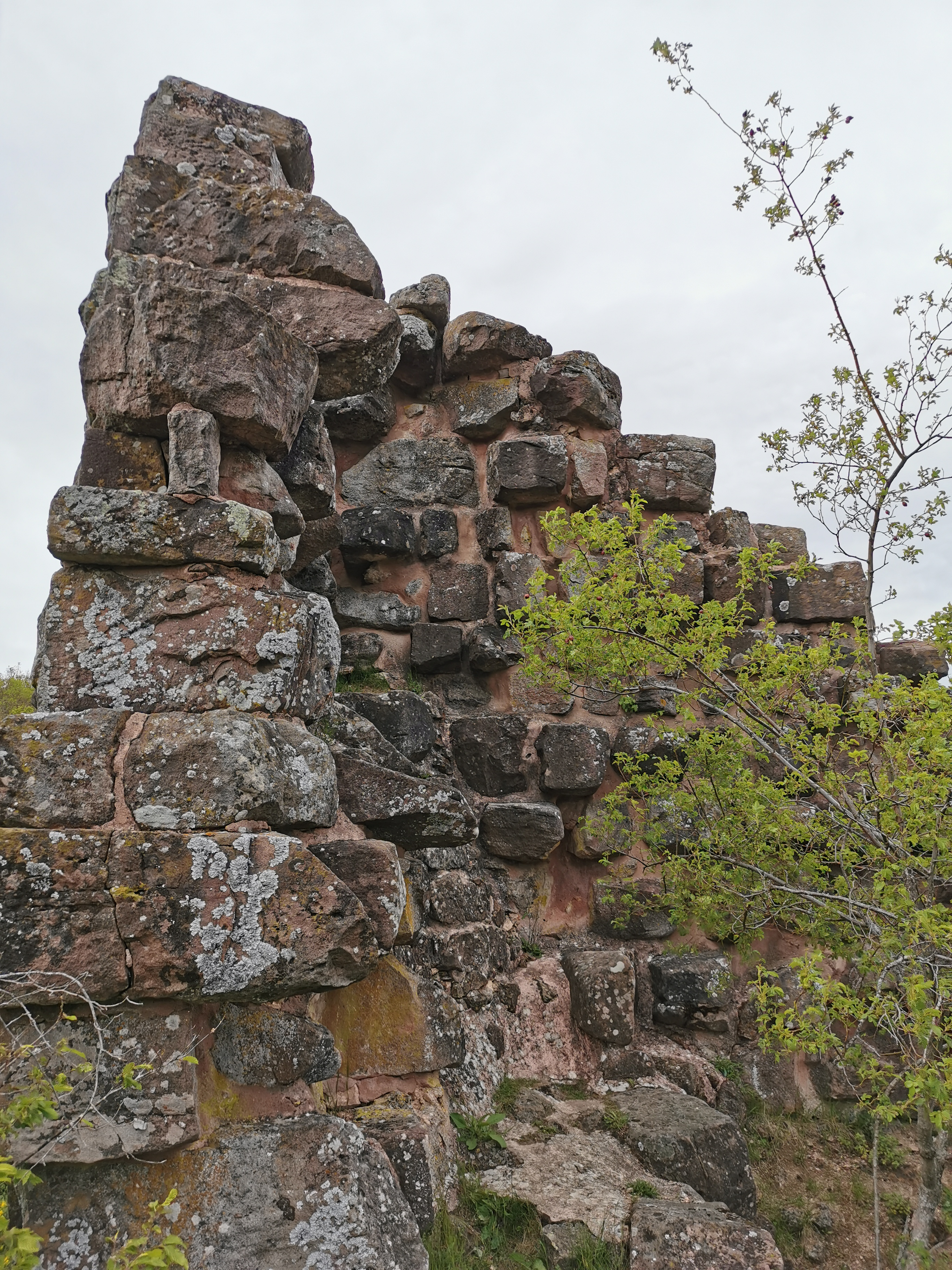
Ruines de la tour maitresse, vue dos au logis.

Le plan de l'ouvrage ainsi que le site choisit correspondent à un tournant dans le système de construction féodal, déjà initié au château de Landsberg.
Ainsi c'est à cette époque que les sites romans sont abandonnés, au profit d'une architecture plus défensive. Désormais, le donjon (ou tour maîtresse) est un élément précieux du système défensif qui sert de bouclier au logis seigneurial qui se trouve derrière lui.
Entre la ruine et le chemin d'accès, un bloc de pierre semble avoir été taillé. Il avait peut être pour fonction d'accueillir une structure en bois assurant une première défense lors de l'accès au château. Il se peut aussi qu'il délimitait la basse-cour.
Il est fort probable qu'un pont amovible existait lors de l'utilisation du château, afin d'en interdire l'accès, surplombé par une tour cylindrique aujourd'hui disparue.
L'escalier présente la spécificité d'être relativement étroit (une largeur d'au maximum 70 cm), dans le but d'éviter une attaque de front et à l'image d'autres châteaux alsaciens, comme celui de Wasigenstein.
Au premier palier, on retrouve deux meurtrières à niche, qui pouvaient se fermer avec un volet en bois. A leurs droites, le mur qui permet d'accéder à la citerne à filtration (qui comporte un puisard en son centre comme au château du Warthenberg) puis au donjon et percé de deux portes à deux niveaux différents, prouvant une continuité de l'étage vers la suite du château.

### Matériaux
Les pierres sont en grès rose, extraient du massif qui fait partie du bassin houiller de la vallée de Villé.

### Réutilisation du château
Lors de la construction de l'église de la commune d'Urbeis en 1789, cette dernière a été édifiée avec des pierres du château, qui sert alors de carrière.
Le château a également servit de prison durant l'époque médiévale.

### État vers 1880
Repris par Emile Wagner, la description du château donnée par Théodore Nartz dans son ouvrage sur la vallée de Villé donne une bonne idée de son état vers 1880. Ainsi, il présente le Bilstein comme :
« Un vieux château ; [qui] semble assis sur le flanc de la montagne et, en réalité, [qui] se dresse sur une colline détachée, dont il occupe le sommet rocheux. Il domine la route et a dû condamner le col, surveiller l'entrée et la sortie du côté de la Lorraine [...]. Les abords sont forts délabrés. Sur le devant, des blocs de pierre éparses jonchent le sol jusqu'à la naissance de la courtine ; sur le derrière, un fossé, en partie comblé, un double fossé même, en défendait l'accès du côté de la montagne. D'énormes rocs se dressent à l'ouest, d'où le château était inabordable ; sur le flanc est devait se trouver une petite enceinte extérieure, accessible par le nord, le long du donjon ; là était sans doute l'étroit passage qui menait au corps de la place ».
« Voici un premier corps de bâtiment, dont le front a servi de façade. L'extérieur est tout de moyen appareil ; à l'intérieur, le dessus est en pierres de taille à assises régulières, le dessous en maçonneries sans parement aucun. Deux meurtrières, fort inégales de formes et de dimensions, servaient à défendre le rez-de-chaussée ; une troisième faisait angle. Le bel étage était percé de deux baies fort jolies, à voussure cintrée au dedans, avec arc ogival en dehors. L'âtre de la cheminée surgit entre les deux ».
« Cette partie inférieure est reliée par un reste de pan de mur à la portion supérieure. Ici, dans le direction nord-ouest, se dresse la tour ou le donjon, de formé carrée autrefois, aujourd'hui en ruine. Sur un roc de grès - point de granit - s'étalent par assisses régulières, sur un grand appareil, sans lien apparent, par même de chaux, d'énormes blocs de pierre grossièrement taillée, brute par le milieu. Le coup d'œil est véritablement sauvage ».

« Vu du sud-est du pied de la colline, le Bilstein, même après ce qu'il a fourni de pierres aux constructions communales, est imposant encore : c'est là proprement qu'on voit quel nid d'aigle c'était ; une double aile, l'une perchée au-dessus de l'autre. Citerne au centre de la place ».

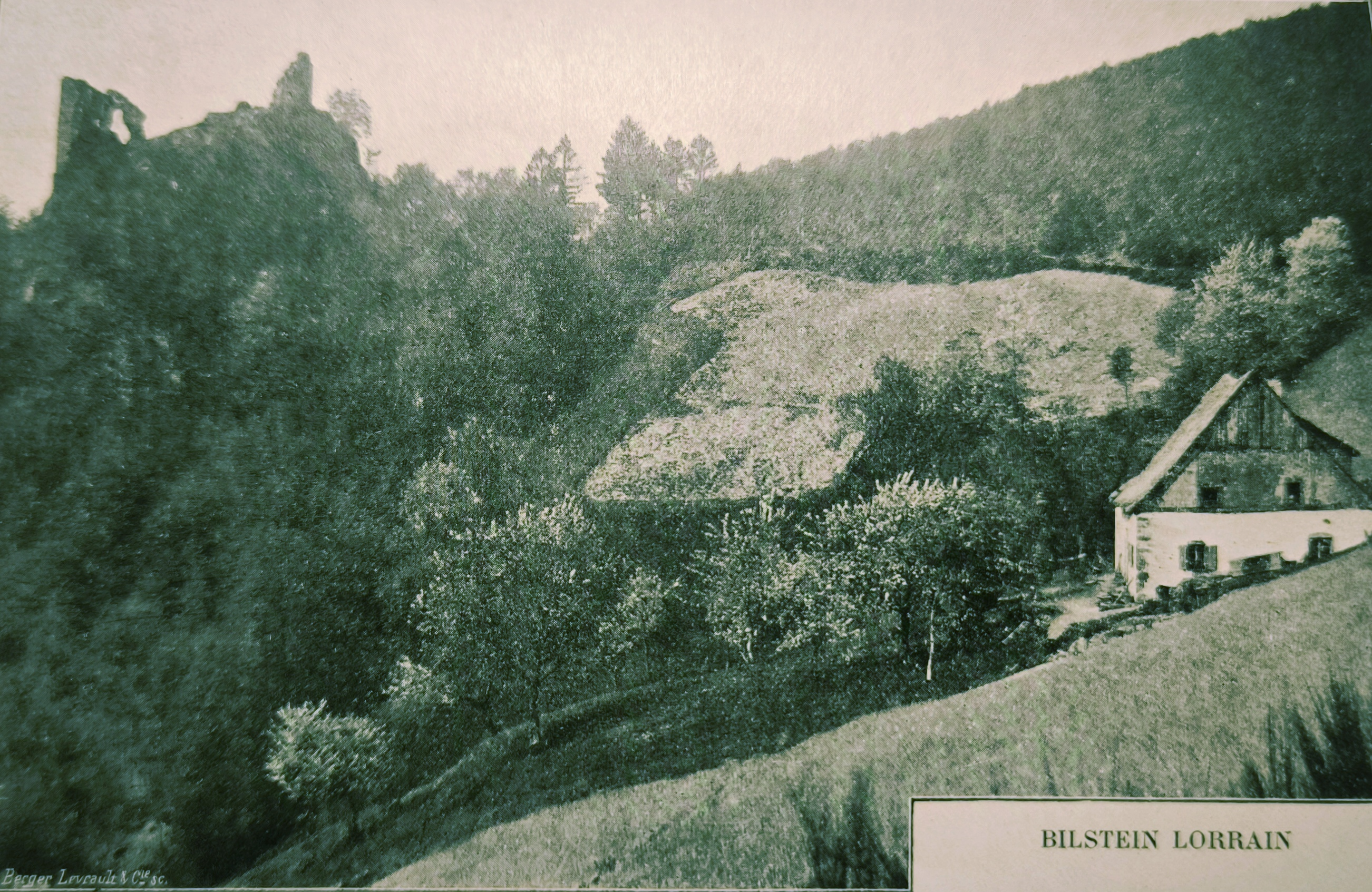
Photographie des ruines du Bilstein vers 1910, issue de l'ouvrage Les ruines des Vosges d'Emile Wagner, page 113.

### Travaux récents
Afin de consolider les ruines, des travaux ont été entrepris en 1964 (Opération Taupe) et en 1995. C'est à l'occasion de cette première série de travaux que les vestiges de la citerne sont redécouverts. Il est intéressant de noter que cette citerne était déjà mentionnée par Théodore Nartz dans son ouvrage publié en 1887, signe que le château devait être en meilleur état à cette période.

### Ruines visibles aujourd'hui

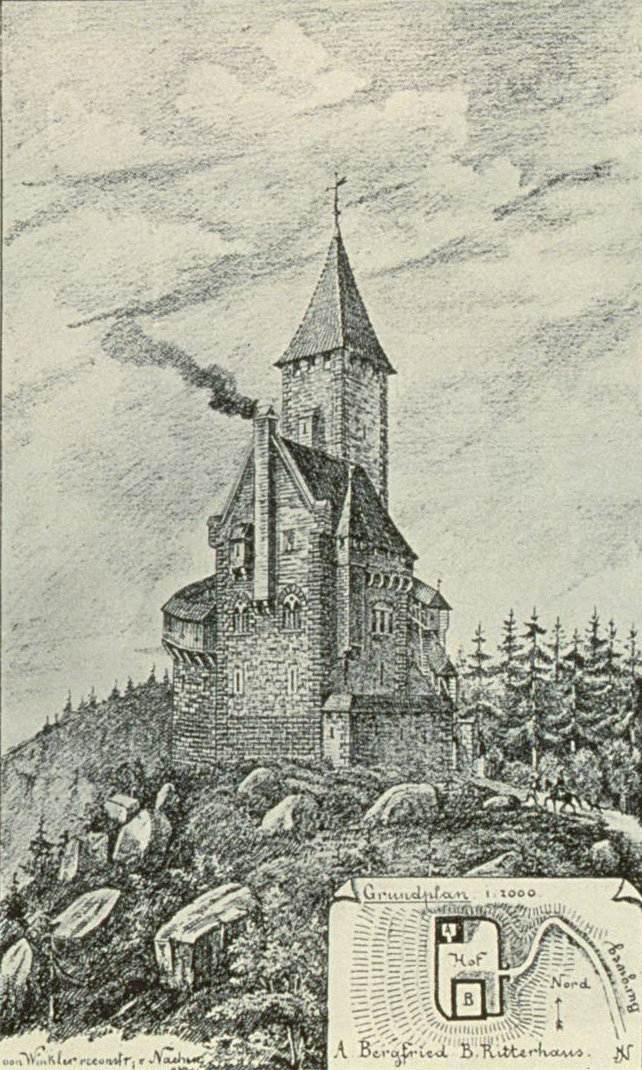
Reproduction du château du Bilstein avec un plan, fin XIXe siècle.

Actuellement, les ruines du château du Bilstein se composent d'une façade du logis seigneurial érigé au XIIIe siècle et de deux murs de la tour maitresse (bergfried) construite au XIIe siècle. Une citerne à filtration ronde creusée dans la pierre se situe entre le logis et la tour maitresse.
Le rez-de-chaussée du logis seigneurial sert alors probablement de cave ou de logis pour un domestique.
La faible superficie du château laisse également penser qu'il n'y avait qu'une petite basse-cour, peut être même inexistante. il est donc probable que les besoins étaient couverts par une ferme aux alentours, voir plusieurs.
L'architecture est similaire à d'autres châteaux de la vallée de Villé et des environs, comme l'Ortenbourg, avec une cheminée au deuxième niveau, entre les deux fenêtres en tiers-point.

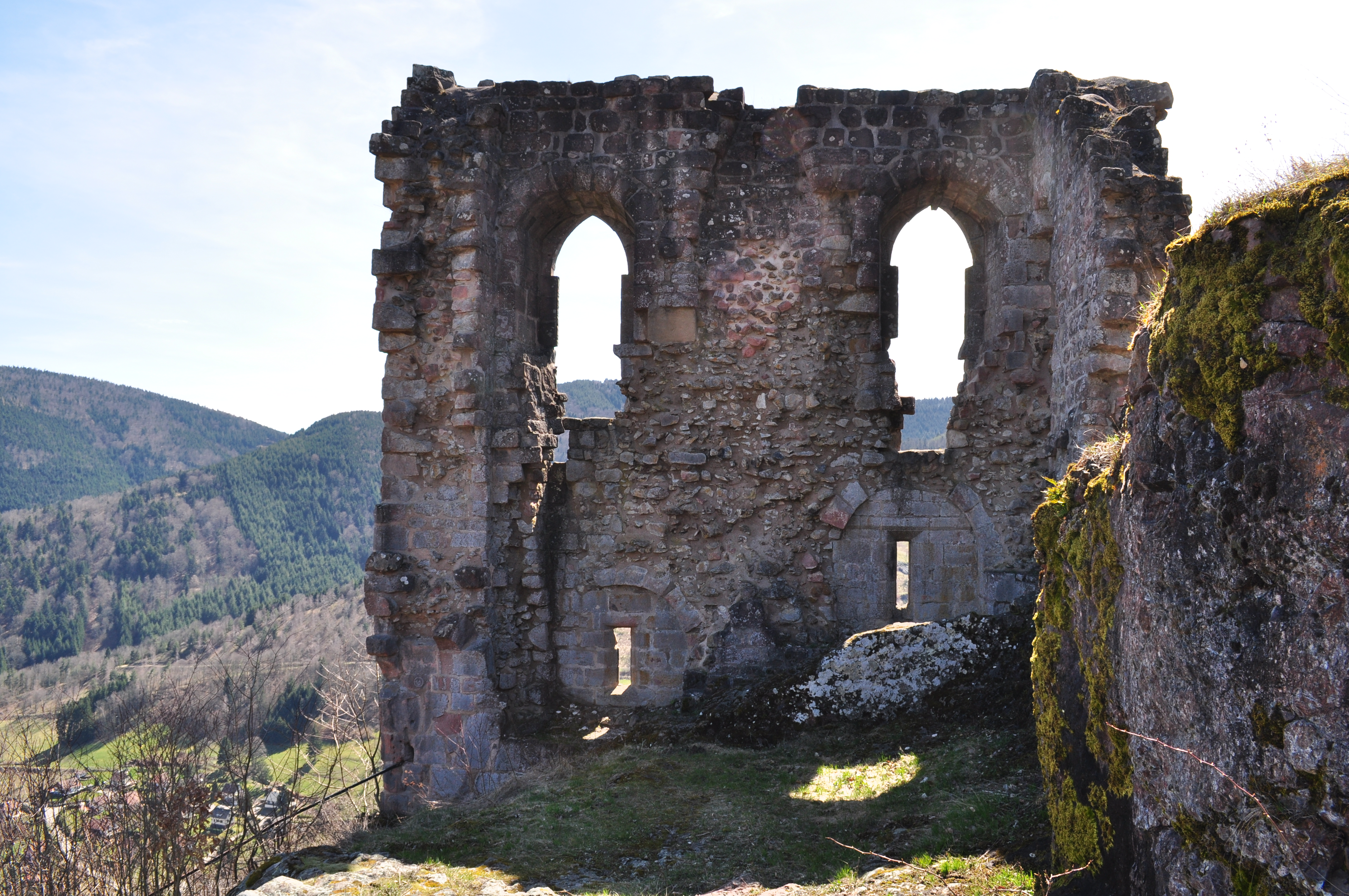
Façade en ruine du logis seigneurial, face sud. On distingue la trace de la cheminée entre les deux fenêtres du second niveau.

## Autour du château

### Indications

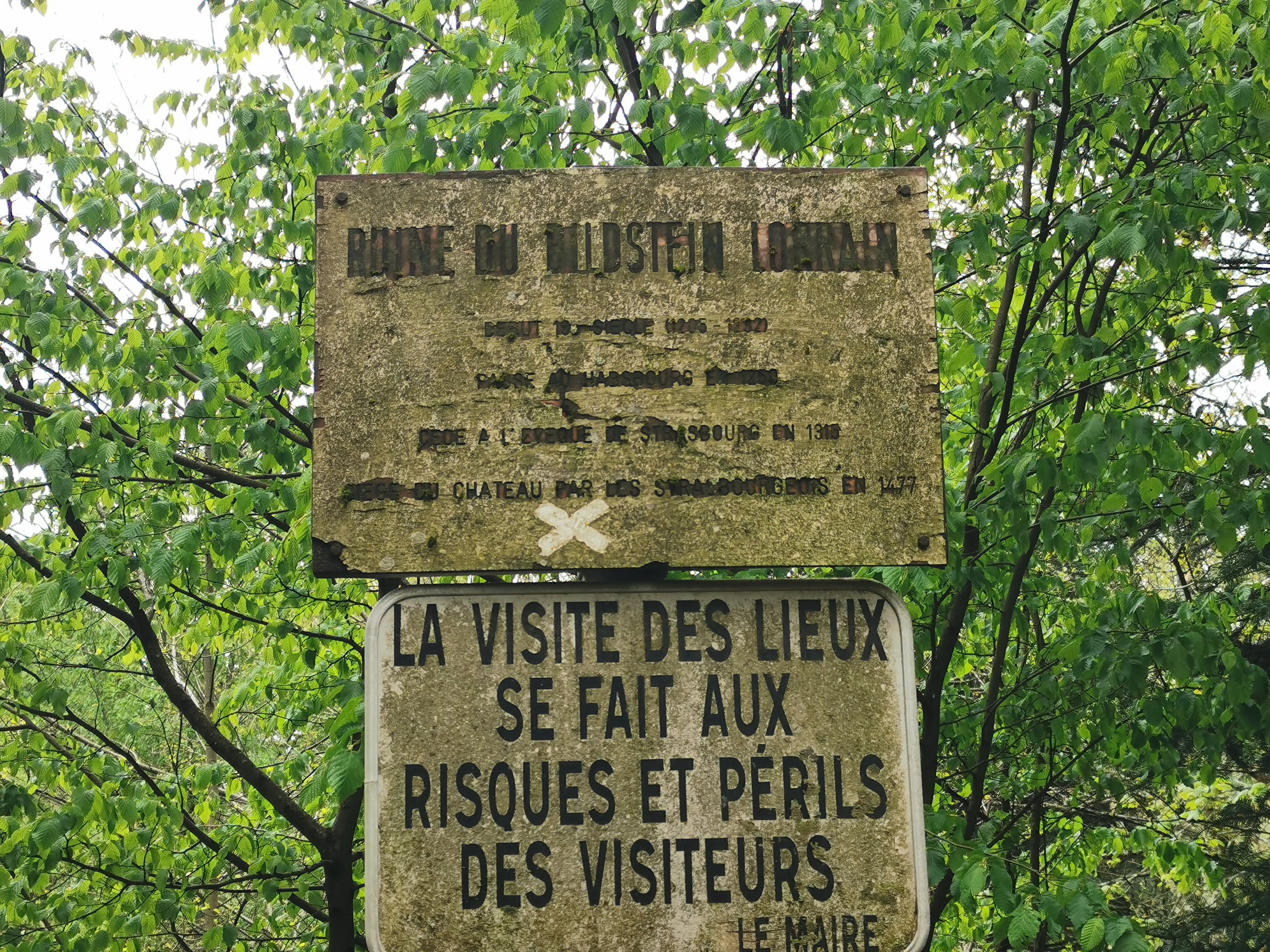
Panneaux au bord de la route allant vers le château.

Lors du départ du chemin depuis la route, un panneau indique « Ruines du Bildstein Lorrain ». En dessous y figure un historique des principaux faits du château. Il s'agit des évènements suivants :
- début du XIIIe siècle (1205-1232) ;
- passe au Habsbourg en 1250 ;
- cédé à l'évêque de Strasbourg en 1315 ;
- siège du château par les Strasbourgeois en 1477.

Un autre panneau indique que « la visite des lieux se fait aux risques et périls des visiteurs ».
De l'autre côté du chemin, un panneau renseigne la distance avec la mine Théophile, estimée à 10 minutes à pied.

### Mine Théophile

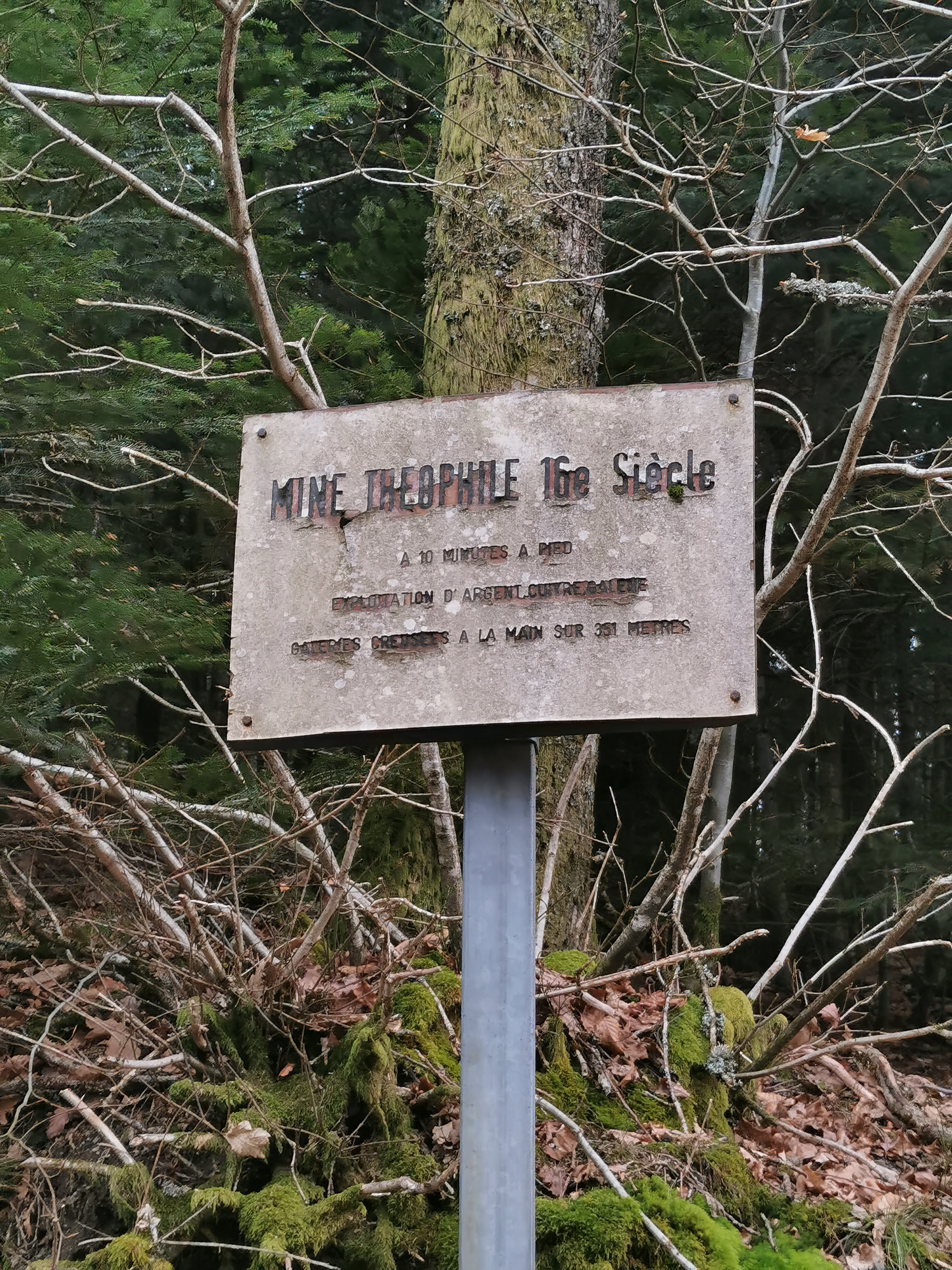
Panneau d'information sur la mine Théophile en face du château.

Le château avait également pour mission de protéger les mines qui se trouvaient en contrebas du massif, dont la mine Théophile, aujourd'hui interdite au public.
Cette mine, relativement ancienne, date du XVIe siècle et fait partie de l'important réseau minier qui couvre le territoire de la commune d'Urbeis, située dans le Bassin houiller de la vallée de Villé. Par cette mine, les exploitants cherchaient à extraire de l'argent, du cuivre et de la galène. Lors de son utilisation, des galeries ont été creusées à la main sur 351 mètres. L'exploitation est cependant difficile, les mineurs avancent en moyenne d'un mètre par mois.
Des fouilles menées entre 1850 et 1900 n'aboutissent pas à des résultats concrets, donnant seulement lieu à des excavations de schiste et de grès.
Durant les deux guerres mondiales, la mine sert d'abri pour les habitants d'Urbeis.
En 1971, un relevé de la mine est réalisé par une équipe de spéléologues.

## Protection

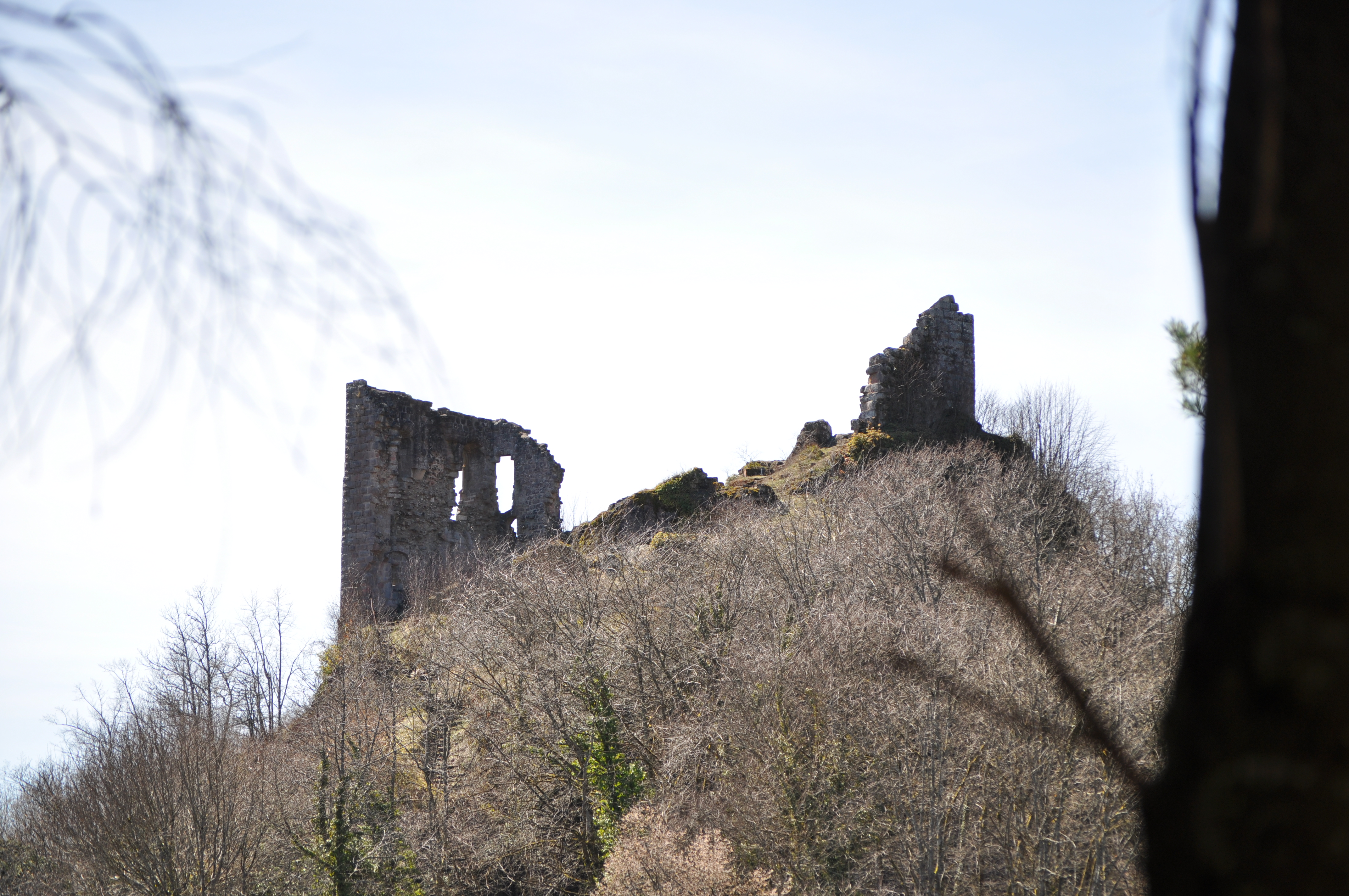
Ruines (logis et donjon).

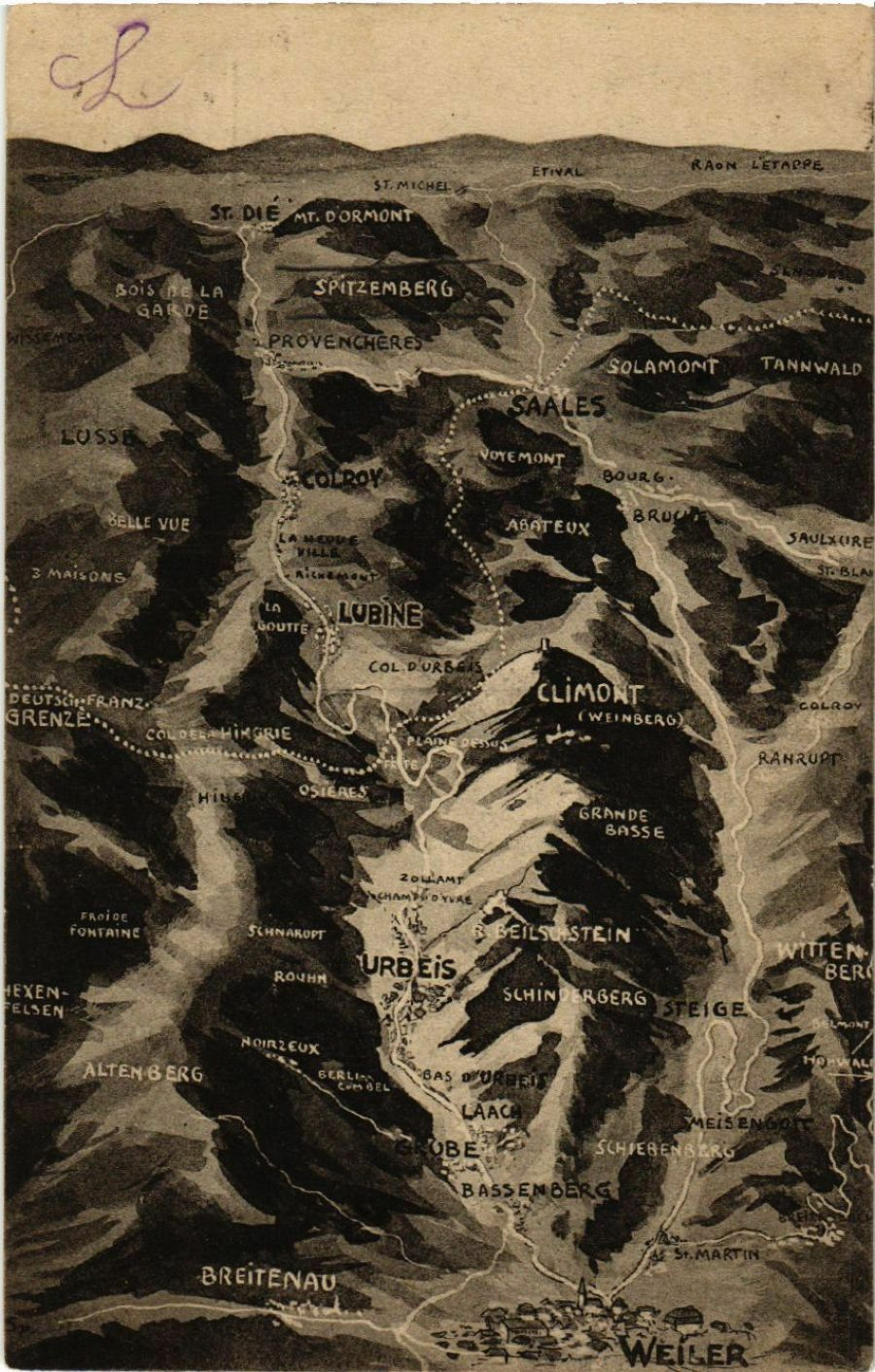
Ancienne vue aérienne de la région d'Urbeis, le château est sous le nom « Beilschstein ».

Le château a été placé par deux fois sur la liste des monuments historiques : en 1898 et en 1930.
Cela s'explique par le fait que l'Alsace est allemande de 1870 à 1918. Ainsi, l'ouvrage est classé dans un premier temps aux monuments historiques allemands, puis dans les listes des monuments historiques français, lors du retour de l'Alsace à la France.

## Médiatisation
Le 10 novembre 2019, le youtubeur spécialiste en archéologie Thomas Laurent, publie une vidéo durant laquelle il explore une mine située en contrebas du château. Avant de s'y rendre, il filme les ruines et en présente un rapide historique en s'attardant notamment sur la période de domination d'Hans Marx.
Le château a été filmé et photographié dans son intégralité par le photographe Néerlandais Albert Speelman en octobre 2020. Les photographies sont à retrouver sur son site et les plans aériens en vidéo.
Une visite virtuelle du château est possible, grâce au travail de Pascal Renard et avec l'appui du comité départemental du tourisme (Alsace Destination Tourisme), via la page alsace-360.